# الاشتراكية في نيوزيلندا
يعتمد المدى الذي تلعب ضمنه الاشتراكية دورًا في السياسة النيوزيلندية الحديثة على ما يُستخدم من تعاريف لوصف الاشتراكيين، إذ يصف القليل من السياسيين السائدين أنفسهم باستخدام كلمة «اشتراكي». إن مصطلح «اشتراكي-ديموقراطي» هو أكثر شيوعًا، ولكن مصطلحا «اليسارية» أو «الوسط اليساري» هما الأكثر استخدامًا. لدى نيوزيلندا تشكيلة معقدة من القضايا والمنظمات الاشتراكية. يلعب بعضها دورًا هامًا في النشاطية العام - يزعم بعض المعلقين أن الاشتراكيين النيوزيلنديين يبرزون في قضايا مثل الحركة المناهضة للحرب أكثر من بروزهم في تعزيز الاشتراكية نفسها. بينما تلتزم مجموعات أخرى بقوة بالثورة الاشتراكية الراديكالية.
تملك العديد من الأحزاب السياسية البارزة في نيوزيلندا، مثل حزب العمال النيوزيلندي، روابط تاريخية بالاشتراكية ولكنها لا تُعتبر اليوم اشتراكية بشكل عام بسبب قبولها لاقتصاد السوق الحر. من الأرجح أن تحصل المنظمات الماركسية الصغيرة الموجودة خارج العالم السياسي السائد على لقب الاشتراكية، مثل منظمة أوتياروا، والمنظمة الاشتراكية الدولية، وأوتياروا الاشتراكية.

## تاريخ الاشتراكية النيوزيلندية
تجادل الأكاديمية جوزفين ف. ميلبورن بأن النظريات الاشتراكية قد قُدّمت إلى نيوزلندا من قبل العمال المهاجرين ذوي الخبرة في الحركة العمالية البريطانية. لكن أفكارهم لم تكن مقبولة على نطاق واسع. رفضت الحكومة الليبرالية التي كانت مهيمنة بين عامي 1912-1891؛ الاشتراكية لكنها دعمت النقابات، وأنشأت الحكومة الليبرالية في نيوزيلندا حالة الرفاهية للبلاد في تسعينيات القرن التاسع عشر وحاربت أصحاب الأراضي الكبار. تجادل ميلبورن بأن تلك النشاطية الحكومية لا يمكن أن تُعزى إلى تأثير الحركة الاشتراكية الصغيرة.

### الاشتراكية غير الأيديولوجية
لم يبدأ نمو الاشتراكية كأيديولوجية في نيوزيلندا إلا مع بداية القرن العشرين. ومع ذلك، يدّعي بعض المؤرخين أن نوعًا من الاشتراكية «غير الأيديولوجية» كانت قد وُلدت بعد فترة وجيزة من تأسيس الحكم الذاتي، وازدهرت في أواخر القرن التاسع عشر. يقولون إن هذا كان غالبًا في شكل حكومة «أبوية» تؤمن بالحاجة إلى تسريع النمو الاقتصادي للبلاد، وليس بشكل حكومة ذات أيديولوجية يسارية. يجادل هؤلاء المؤرخون أنه بسبب صغر حجم نيوزيلندا وتركيزها على الزراعة، اضطرت الحكومة المُنشأة حديثًا إلى تولي مسؤولية العديد من الأشياء التي لولا ذلك كانت ستخضع لسلطة المؤسسات الخاصة - كالسكك الحديدية والمصارف والتأمين والعديد من الأشياء الأخرى التي لم يكن من الممكن لقطاع الأعمال الصغيرة في نيوزلندا تحمّل كلفتها بعد. كان رئيس الوزراء يوهان فوغل من المدافعين البارزين عن المشاريع الحكومية من هذا النوع. في وقت لاحق، اتُهم الحزب الليبرالي بأنه «اشتراكي» من قبل خصومه، على الرغم من أن معظم أعضاء الحزب كانوا رافضين للاشتراكية. زعم أحد المعلقين أنه حتى قيام الثورة الروسية عام 1917، كانت نيوزيلندا الدولة الأكثر اشتراكية في العالم، على الرغم من اعتقاد الكثيرين بأن هذه ليست إلا مبالغة في الأمر.

### أحزاب العمال والنقابات
وصلت الاشتراكية الأيديولوجية إلى نيوزيلندا نابعةً في الغالب من بريطانيا أو المستعمرات البريطانية الأخرى. حصل الكثير من نمو الاشتراكية المبكر في الحركة العمالية، وغالبًا ما تزامن مع نمو النقابات العمالية. خلال سبعينيات القرن التاسع عشر، كتب جيمس ماكفيرسون وجمعيته «جمعية الحماية المتبادلة للرجال العاملين في كانتربري» إلى كارل ماركس طالبين الانتماء إلى الأممية الأولى (جمعية الشغيلة العالمية). تأثر اتحاد العمل النيوزيلندي (المعروف أيضًا باسم «الاتحاد الأحمر») بالنظريات الاشتراكية، كما تأثرت العديد من منظمات العمل الأخرى. تشكل الاتحاد الأحمر عام 1909 عندما دعا اتحاد نقابات التعدين النقابات الأخرى للانضمام إلى اتحاد العمل النيوزيلندي. كان الجهاز الرسمي للاتحاد الأحمر هو صحيفة عامل ماوريلاند، التي دعت إلى النقابية والاشتراكية المسلحة. ضم زعماء الاتحاد الأحمر الرئيسيون هيكي وبادي ويب ذوي الأصول الأسترالية وزميلهما الأسترالي بوب سمبل. في سبيل معارضة الاتحاد الأحمر، شكلت مجالس التجارة والعمل السائدة اتحادًا منافسًا باسم «اتحاد العمل».
أدى وصول 200 اشتراكي بريطاني تحت اسم «مستوطني كلاريون» إلى تشكيل الحزب الاشتراكي النيوزيلندي في عام 1901، والذي روج لأعمال ماركس وفريدريش إنجلز. متأثرًا بشدة بحزب العمل البريطاني المستقل، دعا الحزب الاشتراكي إلى تعزيز الاشتراكية من خلال التعليم والتحريض بدلًا من الانتخابات. حققت المجموعة نجاحًا ملموسًا قليلًا، ولكنها مع ذلك أثّرت بشكل كبير على تطور الاشتراكية النيوزيلندية، وأقامت علاقات وثيقة مع «الاتحاد الأحمر». كان إدوارد هنتر خاصة (المعروف أحيانًا بالاسم المستعار «بيلي بانجو»، والعضو في كل من الحزب الاشتراكي والاتحاد الأحمر)؛ شخصية رئيسية في انتشار الأفكار الاشتراكية إلى النقابات.
في السنوات التي سبقت الحرب العالمية الأولى، دعا العديد من الاشتراكيين في نيوزيلندا وأستراليا ومنهم هاري هولاند، وميخائيل جوزيف سافاج، وبيتر فرايزر، وهاري سكوت بينيت، وتوم باركر، وتوم بلودوورث، وبوب سيمبل إلى إنشاء «الكومنولث التعاوني» الذي تُمتلك وتُدار فيه بشكل تعاوني جميع الأراضي ووسائل إنتاج الثروة وتوزيعها وإدارتها. إلى جانب ماركس وإنجلز، تأثر هؤلاء الاشتراكيون النيوزيلنديون بالعديد من الكتاب الأوروبيين والأمريكيين الراديكاليين بمن في ذلك هنري جورج، وإدوارد بيلامي، وجورج سوريل، وأوغست بيبل، ويوجين ديبس، وبيل هيوود، وإيرفينغ فيشر. في عام 1912، تشكل نادي بيتون الماركسي وعقد اجتماعاته كل يوم اثنين. كان هذا النادي أحد أسلاف جمعية الماركسيين النيوزيلنديين.
أدى نمو النقابية في نهاية المطاف إلى إنشاء عدد من الأحزاب المتأثرة بالاشتراكية. في الأصل، تركّز تصويت الطبقة العاملة بشكل أساسي لدى الحزب الليبرالي، إذ ظهر عدد من السياسيين اليساريين البارزين (مثل فريدريك بيراني). لكن في وقت لاحق، ظهرت دعوات متزايدة لحزب عمالي مستقل، خاصة وأن الليبراليين كانوا قد بدأوا يفقدون مسيرتهم الإصلاحية. 
كان ثاني الأحزاب المُنظمَة الذي يحصل على مقعد في البرلمان (بعد الحزب الليبرالي) هو رابطة العمل السياسي المستقل الصغير، الذي فاز بالناخبين الحضريين في ويلينغتون في انتخابات عام 1908. لاحقًا، في عام 1910، عُدّلت رابطة العمل السياسي المستقل لتصبح باسم «حزب العمل» (تجنب الخلط مع الحزب الحديث).